# Malfrid de Kiev
Malfrid de Kiev est une princesse du début du XIIe siècle. Elle est successivement reine de Norvège en tant qu'épouse du roi Sigurd Ier, puis reine de Danemark en tant qu'épouse d'Éric II.

## Biographie
Malfrid est la fille du prince Mstislav Ier Harald de Kiev et de Christine Ingesdotter. Sa grand mère paternelle est Gytha de Wessex et son grand-père maternel est le roi de Suède Inge l'Ancien. Elle naît entre 1095 et 1102.
Snorri Sturluson la désigne sous le nom de  « Malmfred Haraldsdotter de Holmgard », ce qui devient la version norvégienne de son nom. Pendant que sa sœur, Ingeborg Mstislavna, épouse le prince danois Knud Lavard. Malmfred se marie avec le roi Sigurd Ier de Norvège entre  1116 et 1120. Elle lui donne une fille unique, Christina de Norvège, sa seule enfant légitime, qui sera la mère du roi  Magnus V de Norvège. La tradition souligne que son union a été malheureuse et que son mari la répudie pour épouser en 1128 la jeune Cecilia.
En 1130, Magnus IV de Norvège le fils illégitime de son ex époux devient roi et elle quitte le pays pour le royaume de Danemark, où elle épouse le prince  Erik Emune. En 1131, elle arrange l'union de son beau-fils Magnus IV de Norvège et de la fille de sa sœur la princesse  Kristina Knudsdatter.
Le mari de Kristina/Christine le roi Magnus IV, avait initialement soutenu le conflit de  Malmfrid, Erik et son frère, Knud, contre le roi
Niels de Danemark. En 1133, après le meurtre de Knud, Eric et  Malmfrid s'enfuient du Danemark et se réfugie en Norvège sous la protection de Magnus. Après que la reine  Christine, ait découvert que Magnus envisageait de les trahir, elle les alerte. Eric et Malmfrid  s'allient alors avec le rival de Magnus, le prétendant Harald Gille, un supposé oncle du roi. Magnus se sépare alors de la reine Christine. En 1134, Eric devient roi de Danemark, et Malmfrid reine. Elle ne lui donne pas d'enfant. En 1137, son second mari est assassiné. Malmfred disparaît alors des sources.